# Shriner's Pilgrimage to Los Angeles, Cal.
Shriner's Pilgrimage to Los Angeles, Cal. è un cortometraggio muto del 1912. Il nome del regista non viene riportato nei credit del film, un documentario prodotto dalla Selig.

## Produzione
Il film fu prodotto dalla Selig Polyscope Company.

## Distribuzione
Distribuito dalla General Film Company, il film - un documentario in una bobina - uscì nelle sale cinematografiche statunitensi il 29 maggio 1912.